# Järnvägsolyckan i Bogantungan 1960
Järnvägsolyckan i Bogantungan inträffade kort efter klockan 02:30 den 26 februari 1960 i Bogantungan i Queensland i Australien. Persontåget Midlander spårade ur vid en bro som gav vika under tåget. Sju personer omkom, varav tre järnvägsanställda, och ytterligare 43 skadades.

## Orsak
Olyckan orsakades av att bron över vattendraget Medway Creek gav vika när tåget körde över den. Det är sannolikt att en bropelare hade skadats av ett i ån nedfallet träd innan tåget körde över bron.